# هبت‌الله آخندزاده
هِبَتُ‌الله آخُندزاده (زادهٔ ۱۹۶۱ در ولایت قندهار)، سوّمین رهبر طالبان و رهبر امارت اسلامی افغانستان است. او از طایفهٔ نورزیی درانی و پشتون است. در پی حملهٔ پهپادی نیروهای آمریکایی به خودروی اختر محمد منصور و مرگ او در سال ۲۰۱۶ میلادی، سخنگوی گروه طالبان در بیانیه‌ای هبت‌الله آخندزاده را رهبر و فرمانده جدید خود اعلام کرد و عنوان امیرالمؤمنین به وی داده شد. همچنین سراج‌الدین حقانی و محمد یعقوب به‌عنوان معاونان او معرفی شدند. از زمان تشکیل دولت دوّم طالبان در اوت ۲۰۲۱، وی در انظار عمومی ظاهر نشده است.

## پیشینه
آخوندزاده شیخ الحدیث است و تخصص در حدیث دارد. او در دوران حکومت‌داری طالبان قاضی‌القضات بود و صدور بسیاری از فتواهای طالبان توسط او انجام گرفته است.
او حدود ۶۰ سال سن دارد و به طایفه هوتک تعلق دارد و در ولسوالی ملاکوت جوزجان متولد شده است. شیخ هبت‌الله در میان طالبان بیشتر یک چهره مذهبی است و اگرچه تجربیات زیادی در زمینه مسائل نظامی ندارد و بیشتر مسئول فتواهای مذهبی این گروه است اما در تمام تحولات طالبان عضو رهبری این گروه بوده است.

## حضور در طالبان
سابقه حضور او در طالبان به سال ۱۹۹۴ میلادی بازمی‌گردد. رسانه‌های غربی او را از بنیان‌گذاران طالبان می‌دانند. پس از به کنترل درآمدن ولایت فراه در سال ۱۹۹۵ به‌وسیلهٔ طالبان، او بخشی از وزارت دعوت و ارشاد، امر بالمعروف و نهی المنکر شد. مدتی بعد در ولایت ننگرهار به امر قضاوت مشغول شد و پس از مدتی در یک مدرسه دینی در قندهار به آموزش مشغول شد.
بعد از سقوط دولت اول طالبان در سال ۲۰۰۱ توسط ایالات متحده آمریکا، آخوندزاده رئیس شورای علمای دینی این گروه شد. وی بعداً به عنوان رئیس دادگاه‌های شرع امارت اسلامی افغانستان در مناطقی که هنوز تحت کنترل طالبان بود منصوب شد. او برخلاف امرای گذشته طالبان یک شخص نظامی نیست بلکه یک عالم دین است، به‌طوری که ملا عمر و اختر محمد منصور در خصوص مسائل شرعی و فتوا با او به مشورت می‌پرداختند و از نفوذ او برای حل و فصل مسائل مذهبی در میان اعضای طالبان استفاده می‌کردند. او همچنین از اعضای ارشد شورای کویته طالبان محسوب می‌شد.

## انتخاب به‌عنوان رهبر طالبان
در پی حمله پهپادی نیروهای آمریکایی به خودروی ملا اختر محمد منصور و مرگ او در سال ۲۰۱۶ سخنگوی طالبان، در بیانیه‌ای هبت‌الله آخوندزاده را رهبر و امیرالمؤمنین جدید خود اعلام کرد. انتخاب آخندزاده موجب تعجب برخی در افغانستان و تحلیلگران غربی شد، چرا که آنان انتخاب سراج‌الدین حقانی یا محمد یعقوب که نفرات اول و دوم طالبان پس از ملا اختر محمد منصور بودند را محتمل تر می‌دانستند. از آنجا که اطلاعات اندکی از فعالیت هبت‌الله آخندزاده در اختیار سازمان اطلاعات مرکزی آمریکا بود مقامات پیشین افغانستان و آمریکایی سوالات مربوط به او را اکثراً بی پاسخ می‌گذاشتند، این موجب شد تا برخی رسانه‌ها حمله آمریکا به افغانستان که با ادعای نابودی طالبان صورت گرفته بود را ناکام بدانند. در واقع در همین ایام است که فشارها برای روند صلح افغانستان و مذاکرات مستقیم آمریکا با طالبان افزایش می‌یابد.

## سوء قصدها
آخندزاده تاکنون دو بار هدف سوءقصد قرار گرفت.  نخستین تلاش برای ترور او در سال ۲۰۱۲ و در شهر کویته، مرکز ایالت بلوچستان پاکستان، هنگام سخنرانی او صورت گرفت، مردی از بین دانش‌آموزان بلند شد و از فاصله نزدیک تپانچه‌ای را به سمت او نشانه رفت، اما اسلحه شلیک نکرد. مهاجم سعی کرد با کشیدن دوباره گلنگدن، سلاح را آماده کند، اما اطرافیان جلوی او را گرفتند. یکی از شاگردانی که آنجا بوده، به نیویورک تایمز گفته که در تمام این مدت، آخندزاده بدون حرکت ایستاده بود. طالبان پس از این سوءقصد بلافاصله با انتشار بیانیه‌ای ریاست عمومی امنیت ملی افغانستان را عامل این ترور نافرجام دانست.
سوءقصد دوم در ۱۶ اوت ۲۰۱۹ با یک انفجار بزرگ در مسجدی واقع در کوچلاک روی داد، در این انفجار بسیاری از نزدیکان وی از جمله حافظ احمدالله برادر او و پدرشان جان باختند. طبق اعلام رئیس پلیس کویته، بمب زیر کرسی چوبی امام جماعت کار گذاشته شده بود.

## انظار عمومی
از زمان قدرت‌گیری طالبان در اوت ۲۰۲۱ و اعلام امارت اسلامی در سرتاسر افغانستان وی به پیروی از تدابیر امنیتی گذشته همچنان در انظار عمومی ظاهر نشده است. پس از ترور اختر محمد منصور توسط ایالات متحده آمریکا، طالبان برای محافظت از امرای خود تدابیر جدیدی اتخاذ کرد، اطلاعات موجود از هبت‌الله آخندزاده به حدی اندک است که حتی مقام‌های پیشین افغانستان و آمریکا سوالات مربوط به او را اکثراً بی‌پاسخ می‌گذارند و رسانه‌های غربی او را شخصی گوشه نشین معرفی می‌کنند. البته این نوع رفتار در امیران طالبان تازگی ندارد، چرا که ملا عمر رهبر اسبق طالبان در دهه ۹۰ میلادی نیز زمانی که طالبان در قدرت بود کمتر در انظار عمومی ظاهر می‌شد.
هبت‌الله آخندزاده پس از قدرت‌گیری طالبان چند بار بدون اعلام قبلی و با تدابیر شدید امنیتی بدون انتشار هیچ‌گونه تصویری سخنرانی کرده است. یکبار در مدرسه حکیمه واقع در قندهار و یک‌بار هم بدون نمایش چهره در بین نمازگزاران مسجد عیدگاه قندهار به مناسب عید فطر به سخنرانی پرداخت.

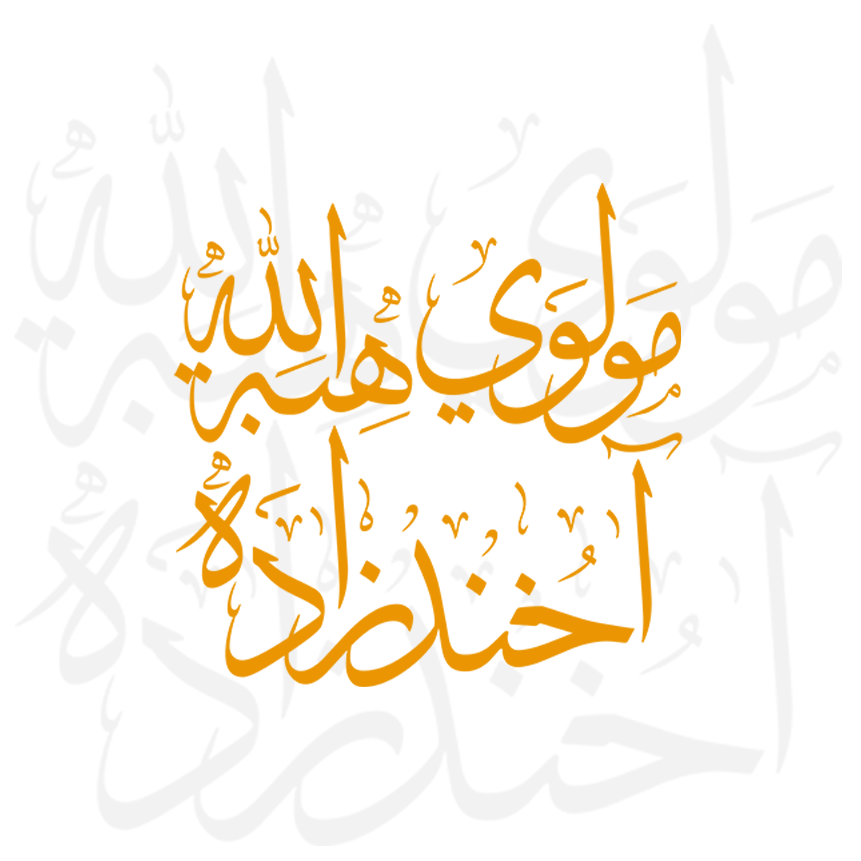
نماد هبت‌الله آخندزاده به خط ثلث

## سیاست داخلی
آخندزاده به‌عنوان یک شخصیت ایدئولوگ مذهبی فوق محافظه کار در درون طالبان دیده می‌شود. ادعا می‌شود وی شخصاً مخالف تحصیل دختران است. او همچنین در بیانیه‌ای توصیه کرده است که زنان و دختران اقامتگاه خود را مگر در موارد ضروری ترک نکنند.
در ۱ ژوئیه ۲۰۲۲، در یک گردهمایی مذهبی در کابل، او از جامعه جهانی به دلیل «دخالت» در امور افغانستان انتقاد کرد و عملاً حکومت فراگیر را رد کرد. او در پاسخ به درخواست‌های بین‌المللی برای کاهش محدودیت‌ها بر زنان در افغانستان، گفت: «من اینجا نیستم تا خواسته‌های شما [خارجی‌ها] را برآورده کنم.»
اگرچه طالبان معمولاً یک جبهه متحد ارائه کرده است اما انزوا، سبک رهبری و سیاست‌های فوق محافظه کارانه آخندزاده، شکاف فزاینده‌ای را بین او و دیگر چهره‌های پرنفوذ طالبان در قندهار و کسانی که دولت را در کابل اداره می‌کنند، ایجاد کرده است. در فوریه ۲۰۲۳، سراج‌الدین حقانی، معاون ارشد آخندزاده، علناً این سیاست‌ها را مورد سرزنش قرار داد و گفت که حکومت نباید در انحصار باشد و باید به نگرانی‌های مردم احترام بگذارد.

## سیاست خارجی

### پاکستان
با وجود نبود اظهارنظرهای شفاف از سوی او درباره پاکستان، آخندزاده به عنوان یکی از چهره‌های ضد پاکستانی طالبان شناخته می‌شود. حکومت تحت رهبری او در افغانستان نیز همواره از سوی پاکستان به عنوان حامی اصلی طالبان پاکستان معرفی شده است. همچنین، سفر هیأتی نظامی از پاکستان به قندهار که احتمالاً با هدف دیدار با او برنامه‌ریزی شده بود، به دلیل حملات هوایی پاکستان و به دستور آخندزاده لغو شد.

### ایران
علی رغم تفاوتهای اساسی ایدئولوژیک بین طالبان و ایران شیعه، روابط حکومت تحت رهبری او با ایران مثبت ارزیابی می‌شود. رهبران دو کشور از اشاره مستقیم به ماهیت نظام‌های سیاسی یکدیگر خودداری کرده‌اند. به طور کلی، نگاه آخندزاده به ایران، مشابه نگاه او به چین، ترکیبی از عمل‌گرایی و احتیاط ایدئولوژیک است.

### چین
آخندزاده رویکردی محتاطانه و عمل‌گرایانه نسبت به چین اتخاذ کرده است. در حالی که تمایل خود را به توسعه روابط اقتصادی و دیپلماتیک با پکن نشان داده، از پذیرش کامل خواسته‌های چین پرهیز کرده و همواره بر حفظ استقلال افغانستان تأکید داشته است.

### ایالات متحده آمریکا و اتحادیه اروپا
هبت‌الله آخندزاده، رهبر امارت اسلامی، موضعی سختگیرانه در برابر نفوذ غرب، به ویژه ایالات متحده آمریکا و اتحادیه اروپا، اتخاذ کرده است. اظهارات عمومی او بر رد الگوهای سیاسی غربی و تأکید بر حکومت اسلامی مبتنی بر شریعت استوار است. وی در یکی از سخنرانی‌های خود تصریح کرده که خروج نیروهای غربی از افغانستان داوطلبانه نبوده، بلکه آنان به اجبار عقب‌نشینی کرده‌اند.

### فلسطین و اسرائیل
او در بیانیه‌ای که در کنفرانس بین‌المللی «ایجاد پل میان مذاهب اسلامی» در عربستان سعودی توسط عبدالحکیم شرعی خوانده شد، از فلسطینیان به‌دلیل کوتاهی در حمایت از آنان «عذرخواهی» کرد.

## فتواها و دیدگاه‌ها
از زمان قدرت‌گیری طالبان در اوت ۲۰۲۱ وی تاکنون چندین سخنرانی داشته و به اظهار نظر در مسائل گوناگونی پرداخته است.
- در ۱ ژوئیه ۲۰۲۲ (۱۰ تیر ۱۴۰۱) او با انتقاد شدید از غربی‌ها گفت:

شما از مادر همه بمب‌ها علیه ما استفاده کرده‌اید و حتی اگر از بمب اتم هم استفاده کنید، نه با شما تعامل می‌کنم و نه هم شریعت را با شما معامله می‌کنم.
- ۲۲ دسامبر ۲۰۲۱ (۱۲ آذر ۱۴۰۰):

رضایت دختران بالغ در اثنای نکاح ضروری است، البته نکاحی که درآن فتنه و فساد نباشد. کسی حق ندارد که زنی را به جبر مجبور به نکاح سازد.
- ۲۲ ژوئیه ۲۰۲۲ (۳۱ تیر ۱۴۰۱):

اتهام‌های بی‌جا به مسئولان طالبان و نقد نمودن دور از واقعیت آنان شرعاً جواز ندارد.
- ۱۷ مه ۲۰۲۴ (۲۸ اردیبهشت ۱۴۰۳):

اگر کسی بین زبان فارسی و پشتو تبعیض قائل شود، مجازات خواهد شد.